# Ireneusz Zbiciński
Ireneusz Zbiciński (ur. 16 kwietnia 1953 w Łodzi) – polski naukowiec, specjalista w zakresie inżynierii chemicznej i procesowej, profesor nauk technicznych, profesor zwyczajny Politechniki Łódzkiej, prorektor tej uczelni (2005–2012 i 2016–2020).

## Życiorys
W 1977 ukończył studia z zakresu inżynierii chemicznej na Politechnice Łódzkiej, tam też doktoryzował się w 1981. Stopień doktora habilitowanego uzyskał w 1995 na Wydziale Inżynierii Chemicznej i Procesowej Politechniki Warszawskiej w oparciu o pracę Modelowanie i weryfikacja wymiany pędu, ciepła i masy w strefie atomizacji. Tytuł naukowy profesora nauk technicznych otrzymał 30 listopada 2001.
Zawodowo związany z Politechniką Łódzką, na której doszedł do stanowiska profesora zwyczajnego (2004). Na uczelni tej kierował Katedrą Procesów Cieplnych i Dyfuzyjnych oraz Katedrą Inżynierii Środowiska. W latach 2002–2005 był prodziekanem Wydziału Inżynierii Procesowej i Ochrony Środowiska, później sprawował funkcję prorektora do spraw studenckich (2005–2008) oraz do spraw nauki (2008–2012). W kadencji 2012–2016 był dziekanem Wydziału Inżynierii Procesowej i Ochrony Środowiska. W kadencji 2016–2020 ponownie został wybrany na prorektora Politechniki Łódzkiej do spraw nauki.
Specjalizuje się w inżynierii chemicznej i procesowej oraz inżynierii środowiska. Opublikował ponad 160 prac, wypromował 14 doktorów nauk technicznych. Został członkiem Komitetu Inżynierii Chemicznej i Procesowej Polskiej Akademii Nauk oraz Baltic University Board.
W 2010 otrzymał międzynarodową nagrodę Qilu Friendship Award za wkład w rozwój ekonomiczny i socjalny prowincji Szantung.
W 2013, za wybitne osiągnięcia w pracy naukowo-badawczej i działalności dydaktycznej, za zasługi na rzecz rozwoju nauki, został odznaczony Krzyżem Kawalerskim Orderu Odrodzenia Polski. Wyróżniony także Medalem Komisji Edukacji Narodowej (2003).